# Stade Toulousain (rugby)

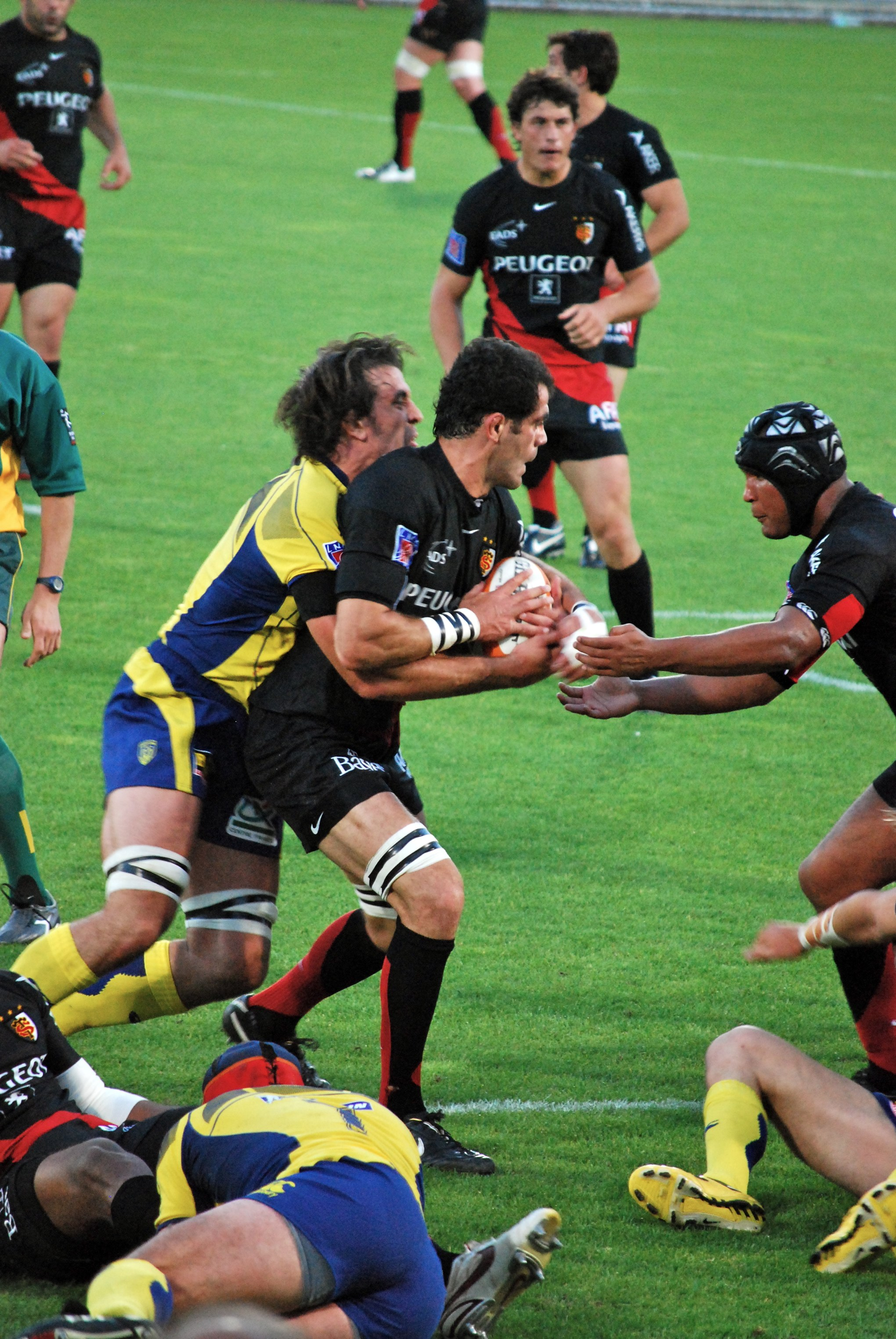
Toulouse tegen ASM Clermont in de halve finale van de Top 14 in 2009

Stade Toulousain, meestal gekend als Toulouse, is een Franse omnisportvereniging uit Toulouse waarvan de rugbytak het meest bekend is. Toulouse is in totaal drieëntwintigmaal landskampioen van Frankrijk geworden waarmee het recordhouder is. Eveneens is het Europees gezien mede-recordhouder met in totaal 6 titels in de Heineken Cup. Het is hiermee een van de grootste rugbyclubs in Europa.
Toulouse werd officieel opgericht in 1907 middels een fusie van drie andere clubs. Thuiswedstrijden worden gespeeld in het Stade Ernest-Wallon, vernoemd naar de eerste voorzitter van de club. De clubkleuren zijn rood, zwart en wit.

## Erelijst
Kampioen van Frankrijk

1912, 1922, 1923, 1924, 1926, 1927, 1947, 1985, 1986, 1989, 1994, 1995, 1996, 1997, 1999, 2001, 2008, 2011, 2012, 2019, 2021, 2023, 2024, 2025 (24)
Kampioen van Europa

1996, 2003, 2005, 2010, 2021, 2024 (6)

## Bekende (oud-)spelers
Maxime Médard
 William Servat
 Fabien Pelous
 Thierry Dusautoir
 Imanol Harinordoquy